# Finnugor Kulturális Főváros
A Finnugor Kulturális Főváros a finnugor rokon nyelvű népek összetartozásának jegyében létrehozott nemzetközi kulturális projekt. 
A négy évig (2014–2017) tartó programsorozat egy finn és egy észt szervezet, valamint a Finnugor Népek Ifjúsági Egyesülete (MAFUN) közös felhívására indult el és a MAFUN szervezésében valósul meg. A szervezők szerint a kezdeményezés fő célja a finnugor identitástudat erősítése. 
A négy évnek megfelelően négy régiót különítettek el. A válogatás a földrajzi rotációt figyelembe véve, a települések által benyújtott pályázatok alapján történik. 
- Elsőként, 2014-re a megtisztelő címet és a rendezés jogát az udmurtiai Bigi (Sztarije Bigi) falu nyerte el.[1]
- „2015 finnugor kulturális fővárosa” egy észtországi kis falu, Obinitsa lett.[2]

2016-ra az előírt határidőig oroszországi régióból nem érkezett pályázat, így csak a pályázatot benyújtott három magyarországi település maradt versenyben: Iszkaszentgyörgy, Nagykálló és Veszprém. 
A pályázat végeredményét a MAFUN Tartuban rendezett 12. kongresszusának zárónapján, 2015. július 31-én hirdették ki. A címet ezúttal két település megosztva kapta, így Iszkaszentgyörgy és Veszprém lett a „2016. év finnugor kulturális fővárosa”.
A 2017. év finnugor kulturális fővárosát a helsinki Balassi Intézetben 2016. augusztus 5-én hattagú nemzetközi zsűri választotta ki. Három település nyújtott be pályázatot: a finn Kuhmo város, a szintén finn Sippola falu és az oroszországi karéliai Vuokkiniemi falu (orosz neve: Вокнаволок). A címet a karéliai, kb. 600 fős Vuokkiniemi falu nyerte el, amely korábban is már pályázott.

## Kulturális fővárosok

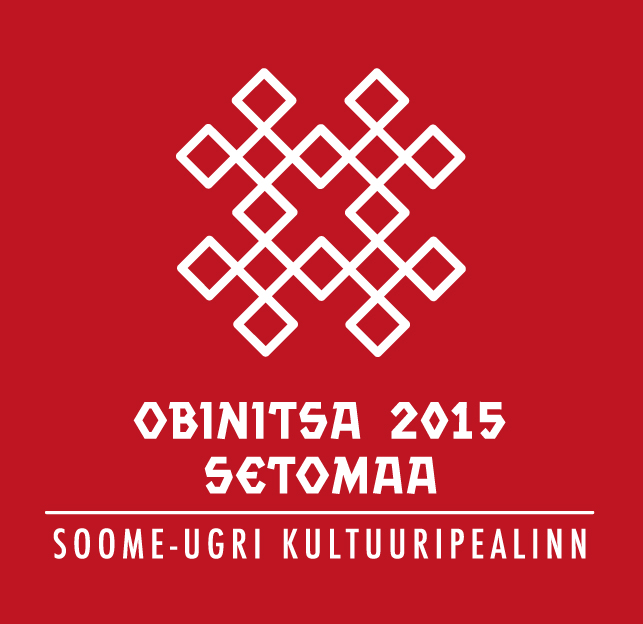
A 2015-ös logó

- 2014 – Starõje Bõgi (Udmurtföld, Oroszország)
- 2015 – Obinitsa (Võrumaa, Észtország)
- 2016 – Iszkaszentgyörgy (Fejér megye, Magyarország) és Veszprém (Veszprém megye, Magyarország)
- 2017 – Voknavolok (Karélia, Oroszország)
- 2018 –
- 2019 – Untšo (Mariföld, Oroszország)
- 2020 – Miskino (Baskíria, Oroszország)
- 2021 – Abja-Paluoja (Mulgiföld, Észtország)[5]
- 2022 – Bayterek (Udmurtföld, Oroszország)
- 2023 – Kuhmo (Kainuu, Finnország)